# Styrax guaiquinimae
Styrax guaiquinimae är en storaxväxtart som först beskrevs av Bassett Maguire och Steyerm., och fick sitt nu gällande namn av P.W.Fritsch. Styrax guaiquinimae ingår i släktet Styrax och familjen storaxväxter. Inga underarter finns listade i Catalogue of Life.